# クリスタル・リード
クリスタル・マリー・リード（Crystal Marie Reed、1985年2月6日 - ）はアメリカ合衆国の女優。

## 生い立ち
デトロイトで生まれ育ち、ポーランド人とネイティブアメリカンの子孫の家族になる。リードは保守的なカトリックの家族で育ち、彼女は成長したバプテスト教会に通い、それを楽しんでいなかったとも述べている。「私は絶対にそれを嫌い、私は決して収まらないことを知っていた」とリードは言った。
彼女は2003年にローズビル高校を卒業。リードは幼い頃からダンスを学び、高校ではダンスキャプテンを務めていた。彼女は地元のコミュニティ劇場の積極的なメンバーであり、ミュージカルの「アニー」、「屋根の上のバイオリン弾き」、「グリース」に出演。彼女はウェイン州立大学に通い、美術学士プログラムの一部だったが、それが自分に適しているかどうか疑問に思ったときにプログラムを辞めた。「私は一流のBFA音楽院プログラムのオーディションを受けました」、「彼らは演技の方法に非常に厳しく、私たちのやり方に非常にこだわり、それが私にとって適切な場所であるかどうか、そしてアーティストになるために本当に学位が必要かどうかを疑問視し始めました。」と宣言。彼女はシカゴに移り、多くの地元のプロダクションに出演した。2008年12月、彼女はスクリーンのキャリアを追求するためにハリウッドに移った。その後映画では『ラブ・アゲイン』、『ゴーストランドの惨劇』などに出演している。

## プライベート
彼女は2012年2月から2013年6月まで「ティーン・ウルフ」の共演者ダニエル・シャーマンと関係を持っていた。  2013年7月、リードはテレビ司会者のダレン・マクマレンとのデートを始めた。マクマレンとの関係の中で、彼女は2016年6月に俳優のジョシュア・ジャクソンと簡単に逃げたと噂されていた。 マクマレンとリードは2019年の初めに交際を解消した。
リードは、故郷は「完全に心が小さく、私が受け入れているものを受け入れていなかった」ため、故郷を離れたと述べている。リードは、 2016年のアメリカ合衆国大統領選挙に至るまでのヒラリー・クリントンの選挙運動を行った。
リードは、演技をしていないときの趣味の1つとしてゴルフを挙げている。

## フィルモグラフィー

### 映画
| 年   | 邦題 原題                          | 役名                       | 備考       |
| ---- | ---------------------------------- | -------------------------- | ---------- |
| 2010 | スカイライン-征服-Skyline          | デニース                   |            |
| 2011 | ラブ・アゲインCrazy, Stupid, Love. | エイミー・ジョンソン       |            |
| 2012 | Jewtopia                           | Rebecca Ogin               |            |
| 2013 | Crush                              | Bess                       |            |
| 2015 | 手遅れの過去Too Late               | ドロシー・マーラー         | 配信スルー |
| 2018 | ゴーストランドの惨劇Ghostland      | エリザベス・"ベス"・ケラー |            |
| 2022 | Teen Wolf: The Movie               | アリソン・アージェント     |            |

### テレビシリーズ
| 年        | 邦題 原題                                             |                        |                                      |
| --------- | ----------------------------------------------------- | ---------------------- | ------------------------------------ |
| 2010      | CSI：科学捜査班CSI: Crime Scene Investigation         | ジュリー               | シーズン10第21話「時の止まった家」   |
| 2010      | CSI:ニューヨークCSI: NY                               | ジュール・ロデイ       | シーズン7第3話「証言」               |
| 2010      | The Hard Times of RJ Berger                           | Renee                  | Episode: "The Berger Cometh"         |
| 2010      | リゾーリ&アイルズ ヒロインたちの捜査線Rizzoli & Isles | ナタリー               | シーズン1第4話「捕食者」             |
| 2012      | 私はラブ・リーガルDrop Dead Diva                      | アリ                   | シーズン3第8話「チアリーダーの復讐」 |
| 2011–2014 | ティーン・ウルフTeen Wolf                             | アリソン・アージェント | メインキャスト                       |
| 2017–2018 | GOTHAM/ゴッサムGotham                                 | ソフィア・ファルコン   | メインキャスト                       |
| 2019      | Swamp Thing                                           | ソフィア・ファルコン   | メインキャスト                       |

## 賞とノミネート
| 年     | 賞                       | カテゴリー                                                                                                 | 作品             | 結果       | 参照 |
| ------ | ------------------------ | --- | ---------------- | ---------- | ---- |
| 2011   | ティーンチョイスアワード | チョイスサマーTVスター–女性                                                                                | ティーン・ウルフ | ノミネート |      |
| 2011   | ティーンチョイスアワード | チョイスTV女優：ファンタジー/サイエンスフィクション                                                        | ティーン・ウルフ | ノミネート |      |
| 2012年 | ティーンチョイスアワード | チョイスサマーTVスター–女性                                                                                | ティーン・ウルフ | ノミネート |      |
| 2013年 | ヤングハリウッドアワード | ベストアンサンブル（タイラーポージー、ディランオブライエン、タイラーホークリン、ホーランドローデンと共有） |                  |            |      |